# Jonesboro (Illinois)
Jonesboro je grad u američkoj saveznoj državi Ilinois. Prema popisu stanovništva iz 2010. u njemu je živjelo 1.821 stanovnika.